# Dan Ganove

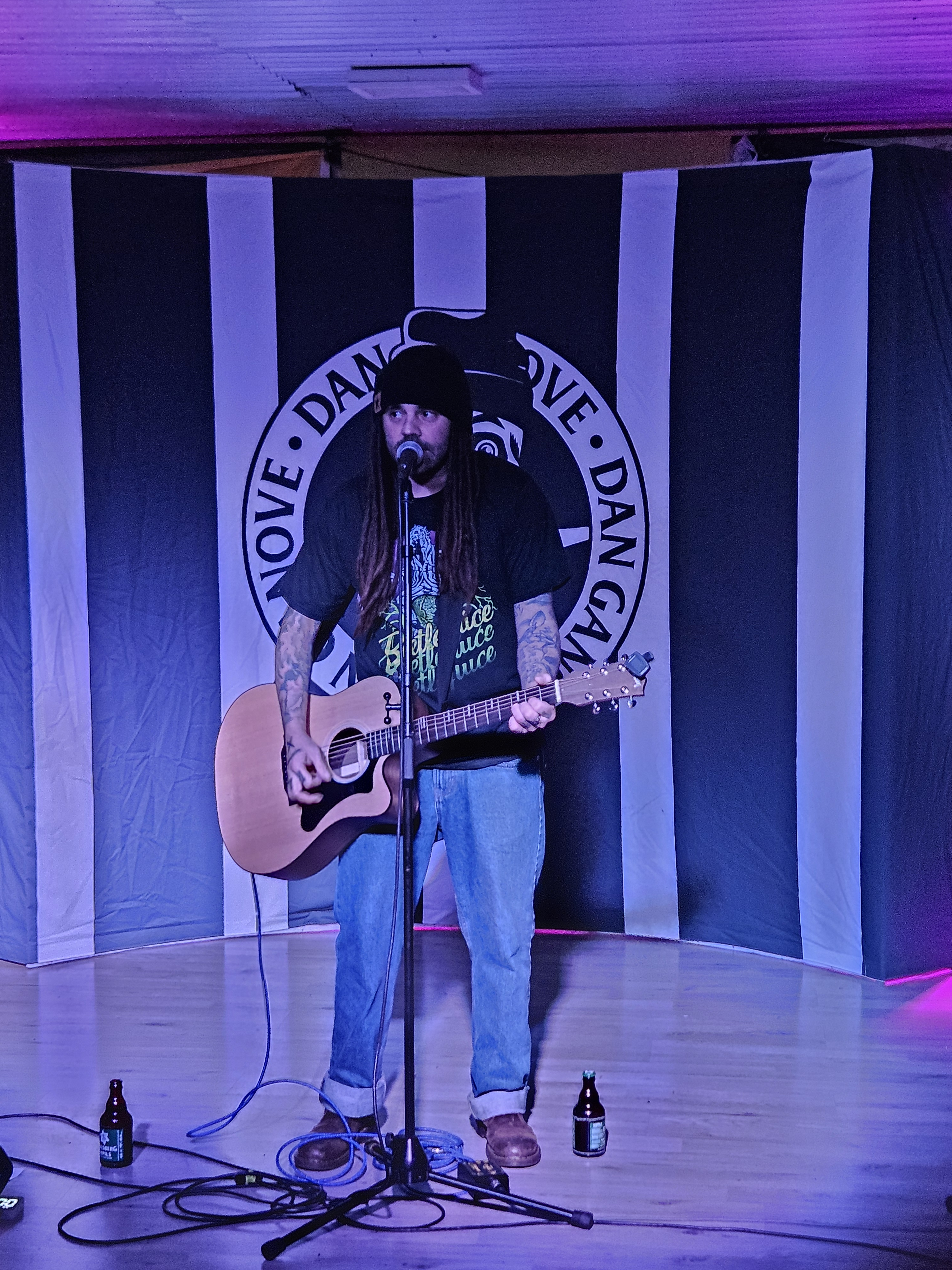
Dan Ganove live im DFG Café

Dan Ganove ist ein deutscher Liedermacher aus Oberhausen.

## Leben
Dan Ganoves Künstlername basiert auf dem Song Die Doofen und die Ganoven seiner alten Band The Juicy Dolls. Im Rahmen eines neuen Bandprojekts, das aber letztlich scheiterte, begann er ab 2019 solo Akustikpunk zu spielen. Zunächst meldete er sich bei Instagram an und etablierte dort ein Bandquiz. Um der Community etwas zurückzugeben, griff er zur Akustikgitarre und veröffentlichte dort einige Songs. Es folgten erste Konzerte und zwei EPs im Eigenvertrieb. Als Spitzname wählte er „Der allerletzte Punk“.
Während der COVID-19-Pandemie in Deutschland entstand der Kontakt zum österreichischen Musiklabel SBÄM Records, die zunächst das Logo von Dan Ganive erstellten. Während der Pandemie erschien außerdem die Single Hildmann, die sich gegen den Verschwörungstheoretiker Attila Hildmann richtete und ein kleiner viraler Hit wurde. Dan Ganove wurde dann auch Teil des Livestreams SBÄM Couch Edition.
2021 erschien schließlich das Album Schlafzimmerblick über SBÄM Records. Ende des Jahres folgte das Weihnachtsalbum Ha! Weihnachten, ihr Penner.
Er tritt im Umfeld von Bands wie Slime, Heiter bis wolkig und anderen deutschen Punkbands auf. Seit 2013 veranstaltet er außerdem das Ganovenfest im Oberhausener Kulturzentrum Druckluft, zu dem er befreundete Musiker wie Der Ole, Slime-Sänger Tex Brasket, Outsiders Joy und Emscherkurve 77 einlädt.

## Diskografie

### Alben
- 2021: Schlafzimmerblick (SBäm Records)
- 2021: Ha! Weihnachten, ihr Penner. (SBäm Records)

### EPs
- 2020: Es geht noch lauter (Eigenproduktion)
- 2020: Ultra Tolerant (Eigenproduktion)
- 2022: Tattoos aus dem Knast (Eigenproduktion)

### Singles
- 2020: Schönes Leben
- 2020: Pipimachen
- 2020: Hildmann
- 2021: We Wish You a Merry Christmas
- 2022: Hamster
- 2023: Wie am ersten Mai
- 2025: Popelwand